# Schneider 105 mm M Mle. 1919
Il Canon Court 105 mm M (montagne) Mle. 1919 Schneider era un obice da montagna francese, prodotto dalla Schneider nel 1919. Realizzato come naturale complemento per il Canon court Schneider 75 mm M Mle 1919, fu venduto alla Grecia e al Regno di Jugoslavia. Gli esemplari catturati dalla Wehrmacht alla Francia vennero ribattezzati 10.5 cm le.GebH 322(f), quelli jugoslavi invece 10.5 cm le.GebH 329(j). Una versione successiva, il Mle. 1928, venne prodotto per la Jugoslavia ed anch'esso ribattezzato dai tedeschi 10.5 cm le.GebH 323(f).
I greci utilizzarono i pezzi contro gli italiani negli scontri sulla catena del Pindo, in Epiro, durante la campagna italiana di Grecia, tra l'ottobre 1940 e la primavera 1941.
Il Regio Esercito, cronicamente afflitto da carenza di bocche da fuoco, impiegò i due modelli di preda bellica francese e jugoslava, ridenominati rispettivamente "Cannone da 105/11 Mod. 19" e "Mod. 28". Queste armi furono assegnate, in particolare, ai gruppi di artiglieria da montagna inviati in Russia con l'ARMIR.

## Tecnica
La canna, con manicotto portaotturatore, scorre sulla culla a deformazione; quest'ultima è incavalcata, con orecchioni abbastanza arretrati, sull'affusto a due ruote a razze di legno e coda unica con vomero terminale. Il pezzo è provvisto di scudatura amovibile. Per il someggio il pezzo è scomponibile; la canna è divisibile in due carichi, per un totale di 8 pezzi.